# Der Stürmer
Der Stürmer (hrv. Jurišnik ili Napadač) bile su nacističke tjedne novine koje je od 20. travnja 1923. do 22. veljače 1945. objavljivao Julius Streicher, a bile su poznate po agresivnom antisemitizmu i grotesknim karikaturama Židova.  
Der Stürmer je činio značajan dio nacističke propagandne mašinerije, posebno među nižim društvenim slojevima i s naglaskom na antisemitizam; na dnu naslovne stranice pisalo je Die Juden sind unser Unglück!  ("Židovi su naša nesreća!"), a ispod glavnog naslova stajalo je Deutsches Wochenblatt zum Kampfe um die Wahrheit ("Njemački tjednik za borbu za istinu").
Za razliku od ozbiljnijeg Völkischer Beobachtera, službenih stranačkih novima, Der Stürmer je bio tabloid.  Redovito su iznošeni u javnost skandali i bizarne optužbe vezane za Židove, poput navodnih židovskih seksualnih zločina, ritualnih ubojstava i urotničkih aktivnosti.  Vijesti o židovskim zločinima dobivane su i od Gestapa, kao i razni dokumenti i pornografske slike vezane uz Židove.  Često su novosti prijavljivali sami čitatelji koji za to nisu tražili nikakvu novčanu naknadu; iako su vijesti o težim skandalima često ponavljane, u arhivi je pronađeno više prijavljenih vijesti nego što su novine mogle objaviti.  Uz vijesti o seksualnim skandalima i zločinima često su objavljivane pornografske slike, što je bio jedan od razloga popularnosti novina među mladima.  Posebnost su bile groteskne antisemitske karikature koje su prikazivale Židove kao likove neljudski izobličenih lica i tijela.  Najpoznatiji karikaturist bio je Philipp Rupprecht, znan kao Fips, čiji su radovi i danas popularni u neonacističkim i antisemitskim krugovima.
Do 1939. redakcija je zapošljavala preko 300 ljudi.  Čitateljstvo Der Stürmera su pretežno činili mladi ljudi iz nižih društvenih slojeva.  1927. naklada je iznosila oko 27.000, a 1935. oko 300.000 primjeraka.  Devet specijalnih izdanja objavljivanih nakon 1933. dosezalo je milijunske naklade.  Uz prodaju, novine su objavljivane i na posebnim izložbenim panoima postavljenim na mjesta gdje se ljudi okupljaju: čekaonicama, kantinama, parkovima i trgovima.  Tako su prolaznici mogli u par minuta pregledati karikature i, uglavnom, vrlo kratke članke.  Novine su također naručivane i od njemačkih emigranata u prekomorskim zemljama.
Der Stürmer nailazio je i na kritike među stranačkim čelnicima.  Hermann Göring je zabranio distribuciju u svim svojim departmanima, a čelnik Hitlerove mladeži, Baldur von Schirach, zabranio ga je u svim kampovima svoje organizacije smatrajući njegov sadržaj primitivnim i prostim.  Nezadovoljstvo načinom rada su izražavali Otto Dietrich, Hans Lammers, Joseph Goebbels i neki drugi utjecajni nacisti, ali nisu uspjeli postići značajnije rezultate. Drugi nacistički vođe su imali pozitivno mišljenje: Heinrich Himmler, Robert Ley, Max Amann, Albert Forster, a i sam Hitler, smatrali su Streicherove priproste metode učinkovitima u širenju antisemitske propagande među pukom.  Povremeno su ipak izdavane kraće zabrane nakon antikatoličkih ispada, napada na ugledne ljude ili vijesti koje su kvarile odnose s inozemstvom. Za vrijeme Olimpijskih igara u Berlinu 1936. Der Stürmer je također privremeno povučen s kioska.  
Za vrijeme rata novine su prije tiskanja pregledavali cenzori kako bi se izbjegle vijesti koje bi mogle imati negativne diplomatske posljedice.  Naklada je tada znatno opala, kako zbog nedostatka papira, tako i zbog nedostatka vijesti nastalog eliminacijom Židova iz njemačkog društva.  Veličina novina je 1944. smanjena sa 16 stranica na 4, koliko je bilo i 1923. godine, a čitateljstvo je opalo na 200.000.  Prestale su izlaziti u veljači 1945. godine, a posljednje vijesti većinom su se ticale uvjeravanja njemačkog naroda da su vijesti o skorom porazu samo židovska propaganda.
Uz karikaturista Fipsa, glavni čovjek vezan za Der Stürmer bio je Julius Streicher koji se tim poslom proslavio i obogatio.  Zbog svojeg rada, odnosno izrazitog govora mržnje i poticanja na zločine protiv Židova, nakon rata je u Nürnbergu osuđen i obješen.  

## Vanjske poveznice
- Karikature iz Der Stürmera  Arhivirana inačica izvorne stranice od 8. lipnja 2011. (Wayback Machine)